# 래피드마이너
래피드마이너(RapidMiner)는 데이터 과학에서 사용하는 컴퓨터 소프트웨어 프로그램이다. 이 프로그램은 ‘래피드마이너’라는 회사에서 개발하였다. 이 회사는 래피드마이너라는 프로그램을 통해 데이터 전처리, 기계학습, 딥 러닝, 텍스트 마이닝, 예측 분석 등을 활용할 수 있는 프로그램을 제공한다. 이 프로그램은 교육, 연구, 그리고 데이터 처리, 시각화, 모델 평가 그리고 최적화 등을 포함한 기계학습 과정 등을 제공하는 어플리케이션을 개발 및 지원하는 사업과 상업용 어플리케이션에 활용된다.
래피드마이너의 무료 버전은 하나의 논리 회로와 1만개의 데이터를 제공하며, 이는 공개소스 사용권를 갖고 있는 범위 안에서 이용 가능하다. 상업용 래피드마이너는 2,500$부터 시작되며, 개발자로부터 프로그램을 받을 수 있다.
Self Service Data Analysis 를 위한 최적화 된 솔루션으로 분석을 위한 다양한 기능과 알고리즘들을 GUI 방식으로 구현할 수 있어 누구나 내가 가진 데이터에서 숨어 있는 가치를 찾아 낼 수 있다. 현재 국내보다는 해외에서 많이 사용되고 있기 때문에 국내에서는 아직 활발한 움직임을 보이고 있지 않지만, 사용자들이 늘어나고 사람들이 가지고 있는 정보를 함께 공유한다면, 공신력있고 인정받는 Tool이 될 가능성이 높다.

## 역사
래피드마이너는 원래 YALE (Yet Another Learning Environment)라는 이름을 사용했었다. 2001년에 Ralf Klinkenberg와 Ingo Mierswa, Simon Fischer이 도르트먼드 기술대학(Technical University of Dortmund) 인공지능단과대학에서 개발하였다. 2006년 초, Ingo Mierswa와 Ralf Klinkenberg가 설립한 Rapid-I라는 회사에서 개발이 시작되었다. 2007년, 래피드마이너는 YALE이라는 기존의 명칭을 바꿨다. 2013년에는 래피드-I라는 회사는 개명을 하며 래피드마이너라는 이름을 사용하게 되었다.
래피드마이너는 2001년 도르트문트 대학의 인공지능 연구팀의 랄프 클린캔버그(Ralf Klinkenberg), 잉고 미에스와(Ingo Mierswa), 사이몬 피셔(Simon Fischer) 등에 의해 “Yet Another Learning Environment(YALE)”라는 오픈 소스 프로젝트로 시작됐다. 래피드마이너(RapidMiner) 개발팀은 누구나 쉽게 데이터를 분석할 수 있도록 지원할 수 있는 솔루션 개발을 목표로 했다. 래피드마이너는 곧 많은 사람의 관심을 끌었고, 상용화되었다. 래피드마이너는 최근 가트너와 포레스터의 시장조사에서 가장 매력적인 데이터 분석 도구 중의 하나로 평가받았다.

## 묘사
래피드마이너는 클라이언트 서버 모델을 직접 구축하여 서버로 사용하며, 공용 클라우드와 개인 클라우드를 운영한다.Bloor 연구기관에 따르면 래피드마이너는 사용자의 작성을 요하는 코딩작업을 제거함으로써 전달 속도를 높이고 오류를 줄이는 템플릿 기반 프레임 워크를 통해 고급 분석 솔루션의 99%를 제공한다. 래피드마이너는 데이터로드 및 변환 (추출, 변환, 로드 (ETL)), 데이터 전처리 및 시각화, 예측 분석 및 통계 모델링, 평가를 비롯한 데이터 마이닝 및 기계 학습 절차를 제공한다.
래피드마이너는 자바 프로그램 언어를 기반으로 운영된다. 래피드마이너는 분석 방법 설계하고 실행하기 위한 GUI를 제공한다. 이러한 과정을 래피드마이너에서는 "프로세스"라고하며 여러 "연산자"로 구성된다. 각 연산자는 프로세스 내에서 하나의 역할만을 수행하고 각 연산자의 출력은 다음 연산자의 입력을 형성한다. 보완적으로, 래피드마이너는 다른 프로그래밍 언어 프로그램에서 불러오거나 API로 사용할 수 있다. 개별 기능은 명령 행에서 호출할 수 있다.
래피드마이너는 학습 스키마, 모델 및 알고리즘을 제공하며 R 및 파이썬 스크립트를 사용하여 확장할 수 있다. 래피드마이너 기능은 래피드마이너 Marketplace를 통해 제공되는 추가 플러그인으로 확장 될 수 있다. 래피드마이너 Marketplace는 개발자가 데이터 분석 알고리즘을 작성하여 커뮤니티에 게시 할 수 있는 플랫폼을 제공한다.7.0버전에서, 래피드마이너는 입력 변수 형태, 사용자 인터페이스 그리고 데이터 전처리 기능을 업데이트하였다.
RapidMiner는 Drage & Drop만으로 프로그래밍없이 분류와 패턴 발견 등의 복잡한 분석을 할 수 있어 분석 초보자부터 숙련자까지 폭넓게 지원한다. 장점으로, 산점도와 히스토그램, 상자 그림, 히트 맵 등의 시각화 기능을 풍부하게 갖추고 있다. 이로 인해 분석 결과를 시각화하여 데이터를 통한 단순 집계 이상의  새로운 지식을 얻을 수 있다. 또한 데이터를 가져오면 자동으로 기초 통계를 계산하여 데이터의 개요를 빠르게 파악할 수 있다. Excel이나 CSV, XML, SPSS, SAS 파일 등의 데이터뿐만 아니라 오픈 소스 또는 상용의 각종 데이터베이스와 연계할 수 있어 다양한 데이터 형식을 지원하며, 분석 부분에서도 R 또는 프로그래밍 언어 파이썬과 연계할 수 있어 더욱 다양한 고급 분석을 실시할 수 있다.

## 성과
2017년에 Gartner Research는 래피드마이너를 데이터 과학 플랫폼용 Magic Quadrant의 리더 쿼드런트에 배치했다. 이 보고서는 전반적인 사용 편의성뿐만 아니라 예측 분석 프로세스에서 권장되는 다음 단계에 대한 래피드마이너의 "집단지성" 지침을 강조했다. 2015년, 2016년에 소프트웨어 설문조사를 실시한 KDnuggets는 소프트웨어 프로그램을 사용하는 응답자 대상으로 한 설문 조사에서 가장 인기있는 데이터 분석 소프트웨어로 래피드마이너를 선정했다. 래피드마이너는 2011 Rexer Analytics Data Miner Survey에서 가장 높은 만족도를 기록했다. 래피드마이너는 수백만 다운로드를 받았으며 유료 고객으로 BMW, Intel, Cisco, GE 및 Samsung을 포함하여 25 만 명이 넘는 사용자를 보유하고 있다. 래피드마이너는 SAS 및 IBM과 같은 경쟁 업체와의 데이터 과학 플랫폼 소프트웨어 분야의 선두 주자이다.
래피드마이너는 기본 데이터 분석 업무를 위해 500개 이상의 오퍼레이터를 제공한다. 기본 오퍼레이터 이외에도 웹마이닝(web mining), 텍스트마이닝(text mining), 시계열 데이터 분석(time series analysis) 등 다양한 특화된 오퍼레이터를 제공한다. 또한 래피드마이너는 데이터 시각화를 위한 다양한 방법을 제공한다. 더 나아가 WEKA 데이터마이닝 도구, 파이썬이나 R같은 데이터 분석 프로그램을 래피드마이너와 통합하여 사용할 수 있도록 지원한다.
최근 래피드마이너는 대규모 데이터를 처리할 수 있도록 획기적으로 데이터 처리 방법을 개선하였다. 빅데이터 처리 프레임워크인 하둡, NoSQL 등과 연계하여 활용할 수 있도록 지원한다. 마지막으로 래피드마이너는 Oracle, IBM DB2, Microsoft SQL Server, MySQL, PostgreSQL, Access 등의 데이터베이스와 CSV, Excel, SPSS 등 다양한 데이터 포맷을 바로 읽어 처리할 수 있도록 지원한다.

## 개발자
전 세계 약 50명의 개발자가 오픈 소스 래피드마이너 개발에 참여하고 있으며 대부분의 기여자는 래피드마이너의 직원이다. 래피드마이너를 개발한 회사는 기업 금융 회사인 Nokia Growth Partners, Ascent Venture Partners, Longworth Venture Partners, Earlybird Venture Capital 그리고 Open Ocean Capital에서 1600 만 달러의 ‘시리즈 C’ 기금을 지원 받았다.

## 참조 문헌
1. ↑  Guido Deutsch, “RapidMiner from Rapid-I at CeBIT 2010 보관됨 2018-01-21 - 웨이백 머신,” Data Mining Blog, March 18, 2010.
2. ↑  “Interview with RapidMiner's Ingo Mierswa, Ralf Klinkenberg”, KDnuggets, February, 2010.
3. ↑  “German Predictive Analytics Startup Rapid-I Rebrands As RapidMiner”, TechCrunch, November 4, 2013.
4. 1 2  “KDnuggets Annual Software Poll:RapidMiner and R vie for first place,” KDnuggets, June 2013.
5. ↑  David Norris, “RapidMiner - a potential game changer 보관됨 2020-12-30 - 웨이백 머신,” Bloor Research, November 13, 2013.
6. ↑  Ajay Ohri, “Interview with Rapid-I Ingo Mierswa and Simon Fischer,” KDnuggets, August 2011.
7. 1 2 3 4  RapidMiner Makes Predictive Analytics Easier Than Ever Before 보관됨 2017-07-02 - 웨이백 머신, RapidMiner, January 21, 2016.
8. ↑  "RapidMiner Named a Leader in Gartner’s 2016 Magic Quadrant for Advanced Analytics Platforms 보관됨 2016-10-18 - 웨이백 머신," Gartner, February 09, 2016.
9. ↑  “KDnuggets 15th Annual Software Poll:RapidMiner continues to lead.,” KDnuggets, June 2014.
10. ↑  “2011 Data Miner Survey 보관됨 2017-09-09 - 웨이백 머신,” Rexer Analytics.